# 11569 Вірджилсміт
11569 Вірджилсміт (11569 Virgilsmith) — астероїд головного поясу, відкритий 27 травня 1993 року.
Тіссеранів параметр щодо Юпітера — 3,122.